# Isomerida cinctiventris
Isomerida cinctiventris är en skalbaggsart som beskrevs av Bates 1885. Isomerida cinctiventris ingår i släktet Isomerida och familjen långhorningar.
Artens utbredningsområde är:
- Costa Rica.
- Panama.

Inga underarter finns listade i Catalogue of Life.